# Wofford Heights
Wofford Heights statisztikai település az USA Kalifornia államában, Kern megyében. Lakosainak száma 2213 fő (2020. április 1.).

## Népesség
A település népességének változása:

| 2010 | 2 200 |
| 2020 | 2 213 |